# 사할린 우리말 방송국
사할린 우리말 방송국은 러시아 사할린 섬 유즈노사할린스크에 위치해 있는 사할린 국영 텔레비전, 라디오 방송국에 속해 있는 한국어 방송이다. 현재 사할린에 위치해 있는 유일한 소수 민족 언어 방송국이다. 1956년 10월 1일 조선어 라디오 방송국이란 이름으로 설립되었다. 1991년 현재의 사할린 우리말 방송국이라는 이름으로 개칭되었다. TV방송은 2004년 8월 15일에 시작하였다. 주 청취 대상은 사할린섬에 거주하는 한국인이지만, 러시아인 청취자도 적지 않았다. 2009년 1월 7일을 끝으로 라디오 방송이 중단되었으며, 해당 월말에 TV 방송 역시 중단될 위기에 놓였다가 현대홈쇼핑과 동포들의 도움으로 명맥을 유지하고 있다.

## 연혁
- 1956년 10월 1일 '조선어 라디오 방송국'이란 이름으로 개국.
- 1991년 사할린 우리말 방송국으로 개칭.
- 2004년 8월 15일 텔레비전 방송 시작.
- 2009년 1월 7일 라디오 방송 송출 중단

## 주파수
| 한국 표준시 | 단파 주파수 | FM 주파수 | 요일          |
| 18:40~19:00 | 11840 kHz   | 106 Mhz   | 월요일~금요일 |

## 청취 가능 지역
- 라디오(단파, FM): 사할린섬 전 지역(현재 중단됨.)
- 텔레비전: 사할린 남부 4시간 / 사할린 북부 30분

## 같이 보기
- 사할린 한민족
- 새고려신문